# Диск Зигеля
Диск Зигеля — названный в честь К. Л. Зигеля тип неподвижной или периодической компоненты области Фату в голоморфной динамике. Топологически такая компонента устроена как диск, а динамика степени отображения, возвращающая её в себя, на этой компоненте сопряжена иррациональному повороту стандартного диска. В частности, диски Зигеля окружают периодические точки с мультипликатором вида {\displaystyle e^{2\pi i\alpha },} где число {\displaystyle \alpha \in \mathbb {R} \setminus \mathbb {Q} } — диофантово.